# Adrian Stoop
Adrian Dura Stoop (Londra, 27 marzo 1883 – Hartley Wintney, 27 novembre 1957) fu un dirigente sportivo britannico, segretario della Rugby Football Union e presidente del club rugbistico londinese dell'Harlequins.
Da sportivo rappresentò l'Inghilterra in ambito internazionale tra il 1905 e il 1912, e militò nel citato Harlequins nel ruolo di mediano d'apertura; alla sua memoria è intitolato lo stadio del club, il Twickenham Stoop Stadium.

## Biografia
Nato nel 1883 nel quartiere londinese di Kensington da padre olandese e madre scozzese, intraprese gli studi universitari a Oxford, la cui squadra di rugby rappresentò contro Cambridge in tre Varsity Match tra il 1902 e il 1904.
Dopo avere visto una partita degli All Blacks si convinse che il gioco dei tre quarti del suo club, l'Harlequins, dovesse cambiare e proporre più attacco; già da giocatore e selettore della squadra promosse nel primo XV elementi che lui riteneva importanti per il gioco che lui proponeva; fu legato al club da giocatore, selettore e direttore sportivo per 34 anni fino al 1939, anno in cui vi disputò la sua 182ª e ultima partita a 56 anni, nonché presidente per vent'anni in due periodi a cavallo della guerra.
In nazionale esordì nel 1905 contro il Galles nel Championship di quell'anno, e disputò 15 incontri totali (12 nel Torneo) con 2 mete, e negli anni trenta divenne segretario della RFU, la federazione rugbistica inglese; dopo la seconda guerra mondiale fu per 11 anni presidente dell'Harlequins; morì nella sua casa di Hartley Wintney, villaggio dell'Hampshire, a 74 anni nel novembre 1957.
Quando nel 1963 l'Harlequins realizzò il suo nuovo stadio, il Twickenham Sports Stadium, adiacente al più famoso stadio di Twickenham, in occasione del sesto anniversario della sua morte lo intitolò ad Adrian Stoop benché il consiglio municipale di Twickenham (all'epoca in Middlesex), che aveva contribuito all'opera con 140000 £, non avesse ratificato l'intitolazione; per più di quarant'anni quindi portò il nome informale di Stoop Memorial Stadium fino al 2005, quando l'intitolazione ufficiale ebbe infine luogo e lo stadio fu rinominato Twickenham Stoop Stadium o, familiarmente, The Stoop.